# 耶滕巴赫
耶滕巴赫是德国莱茵兰-普法尔茨州的一个市镇。总面积10.24平方公里，总人口845人，其中男性415人，女性430人（2011年12月31日），人口密度83人/平方公里。